# Reprezentacija SAD-a u hokeju na ledu
Američka reprezentacija u hokeju na ledu predstavlja državu SAD u hokeju na ledu.

## Uspjesi
- Olimpijske igre:
  - prvaci: 1960., 1980.
  - doprvaci: 1920., 1924., 1932., 1952., 1956., 1972., 2002., 2010.
  - treći: 1936.